# Espaço São José Liberto
Espaço São José Liberto, ou Polo Joalheiro (inicialmente Convento de São José), é um espaço multi-ambiente brasileiro, construído em 1749 no município paraense de Belém no contexto da capitania do Grão-Pará (1621–1820), remodelado em 2002 para abrigar setores criativos e culturais, como patrimônio, expressões culturais, artes de espetáculo, dança. O espaço abriga diversas organizações e outros espaços, como a Capela São José, que deu origem ao espaço como um todo; uma ourivesaria, que compõe o polo joalheiro; a "Casa do Artesão", o Museu de Gemas do Pará; o Anfiteatro Coliseu das Artes; o Memorial da Cela; e o Jardim da Liberdade.

## Origens
O espaço São José tem sua origem na capela construída em 1749, pelos frades capuchos de Nossa Senhora da Piedade, dando origem ao Convento de São José, para promover missões de evangelização na região Norte do Brasil.
Com a expulsão dos jesuítas do Brasil, por Marquês de Pombal devido divergências comerciais, o governo tomou posse do convento, que teve diversas funções ao longo de dois séculos, como: olaria; quartel do Batalhão de Pedestres; quartel do Esquadrão de Cavalaria (em 1804 durante governo de D. Marcos de Noronha); depósito de pólvora; hospital (em 1835 durante a Cabanagem), e; cadeia pública.
Em 1835, foi transformado em hospital, para socorrer os feridos nas batalhas da Cabanagem. Em seguida o prédio transformou-se em cadeia pública presídio São José em 1843, devido muitos pacientes estarem sob a tutela da justiça.
Em 1943, foram implantadas regras institucionais e prisionais mais rígidas porém mais humanas, além de novas instalações, e a cadeia se tornar um presídio de segurança máxima. Durante o governo de Magalhães Barata, o presídio passou por reformas tanto no âmbito físico, ganhando mais um prédio (anexo ao primeiro prédio, feito com pedra, grude de peixe e areia de praia), quanto na manutenção das normas prisionais, sob direção de Anastácio das Neves. Esta direção que sofreu criticas severas por implantar uma espécie de polícia interna, formada por próprios detentos, com objetivo de coibir os excessos e disciplinar.

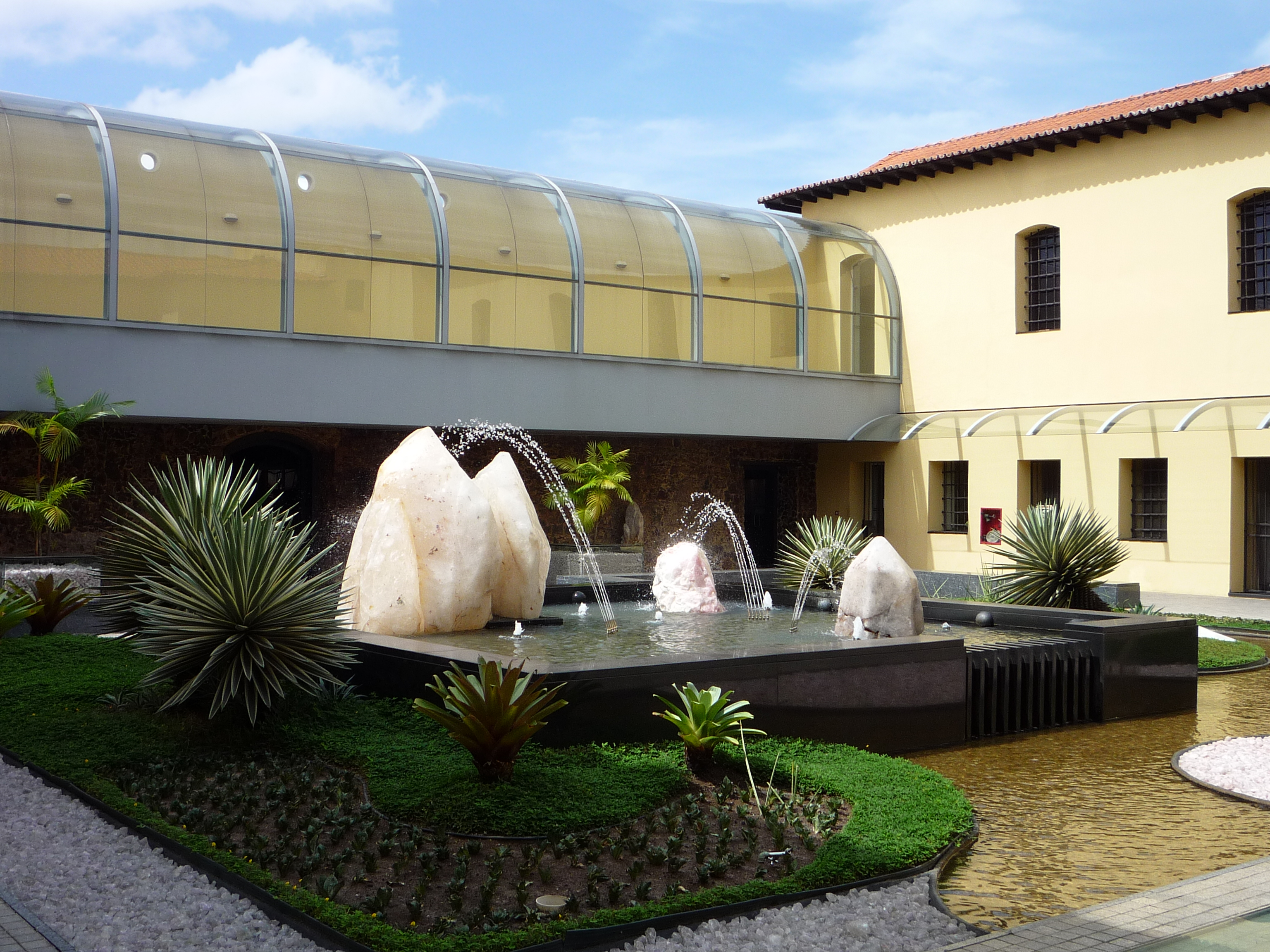
Jardim da Liberdade

Foram 150 anos como cadeia pública, desativado em 1998 após diversas revoltas. Em 2002, após restauração, deu lugar ao Espaço São José Liberto que abriga: a Capela São José (onde ocorre concertos de música sacra); uma ourivesaria; um polo joalheiro; a Casa do Artesão; o Museu de Gemas do Pará; o anfiteatro Coliseu das Artes (onde ocorre eventos culturais); o Memorial da Cela, e; o Jardim da Liberdade.

## Museu de Gemas do Pará
O Museu de Gemas é um espaço com exposição permanente de minerais extraídos no estado do Pará,  projeto inicial de autoria do Almirante Nabor da Gama Junior. Fazem parte de seu acervo: diamantes, ametistas e turmalinas. Contando a história da ocupação da mineradoras das riquezas do solo amazônico, encontram-se peças de até 500 milhões de anos.
No saguão de entrada, observa-se uma drusa de quartzo hialino, pesando 2,5 toneladas, encontrada no Vale do Rio Araguaia. O museu também contém artesanato tapajônico e marajoara, como estatuetas, urnas funerárias, machadinhas, cunhas e pontas de flechas em quartzo e uma coleção de muiraquitãs.
Duas salas exibem gemas do Pará (algumas só encontradas no Estado), como um quartzo tricolor, encontrado nas proximidades da Serra dos Martírios, no sudeste paraense. Além das exposições, localizam-se no espaço o Laboratório Gemológico e uma ourivesaria com oficina de jóias.